# Tijani Belaïd
Tijani Belaid (ur. 6 września 1987 w Paryżu) – tunezyjski piłkarz grający na pozycji pomocnika. Od 2013 roku jest zawodnikiem portugalskiego klubu Moreirense FC. W reprezentacji Tunezji zadebiutował w 2006 roku. Dotychczas rozegrał w niej osiemnaście spotkań, w których zdobył trzy bramki.